# Гиналдаг
Гиналдаг (азерб. Hinaldağ) — гора, расположенная на территории Дашкесанского района Азербайджана. Является главной вершиной протягивающегося в восточной части Малого Кавказа Шахдагдского хребта, расположенного западнее от Муровдагского. Высота — 3370 м.
Ороним Гинал-даг является типичным тюркским названием, где даг — «хребет», «гора».